# Rikitea

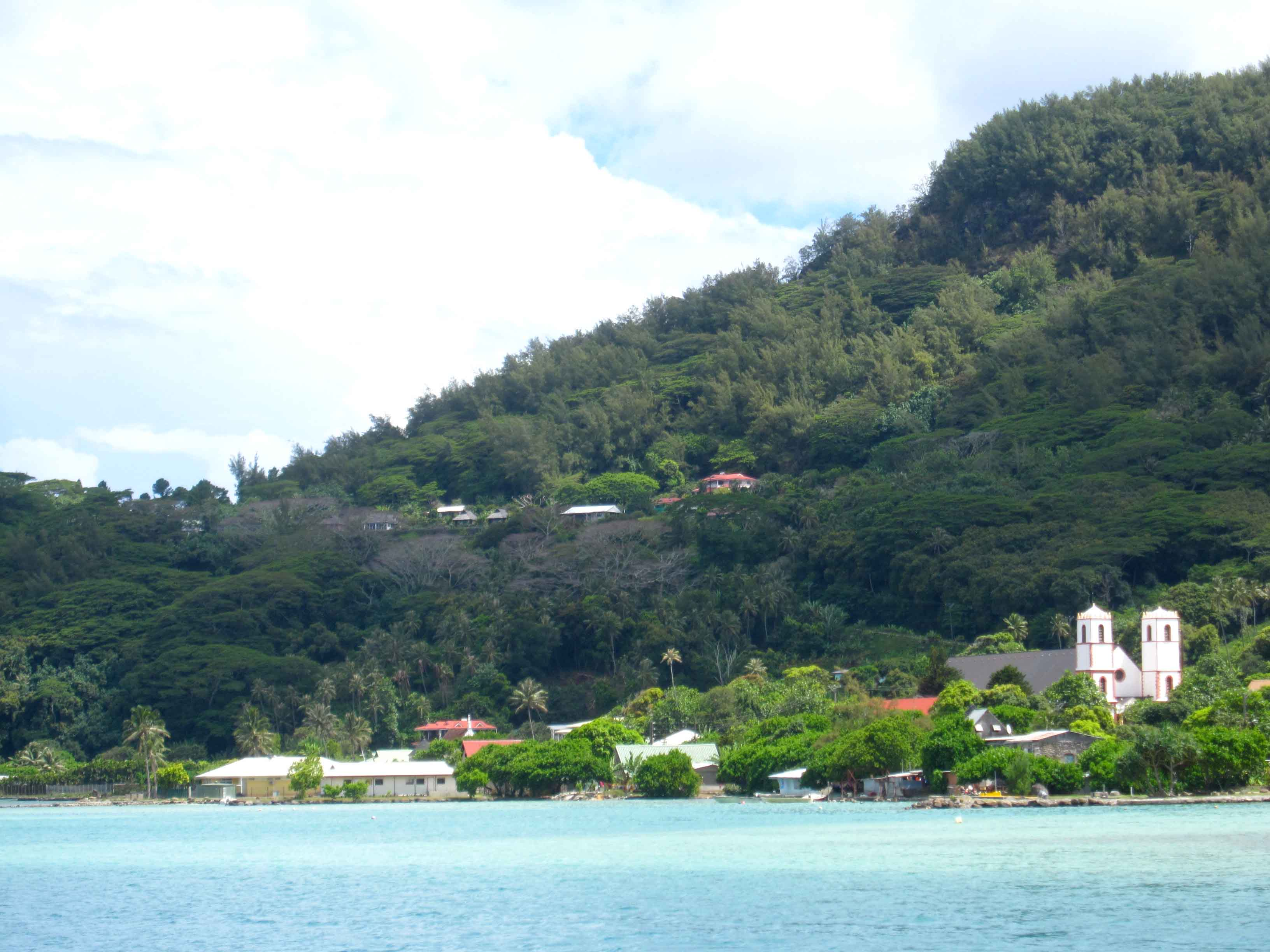
Vue sur Rikitea en 2014.

Rikitea est un village de l'île de Mangareva et le chef-lieu des îles Gambier, en Polynésie française. Il est situé au pied du mont Duff et est construit le long d'une rue unique qui longe la baie du lagon des Gambier.

## Description
On y trouve la Cathédrale Saint-Michel qui peut accueillir 1 200 fidèles, construite entièrement en blocs de corail entre janvier 1839 et août 1841, sous l'autorité de Honoré Laval. Elle est d'une dimension de 48 m de long sur 18 de large ; son autel et ses boiseries sont incrustés de nacre. 
D'autres vestiges et ruines du passé de ce berceau du catholicisme polynésien peuvent être vus et visités. Notamment le couvent de Rouru, plusieurs tours de guet, la tour du Roi, la fosse royale à nourriture, des ruines d'anciennes constructions royales ainsi qu'un arc de triomphe et une ancienne tissanderie à côté de la cathédrale.
Une centaine de maisons en dur ou en tôle s'égrènent, suivies par quelques bâtiments officiels, dont une gendarmerie. On compte aussi six épiceries, une infirmerie, une station météo et la cathédrale Saint-Michel.
Les quelques touristes qui visitent l'île de Mangareva peuvent être hébergés dans des pensions. L'île possède des sentiers de promenade et les pensions organisent des excursions sur les différents motus aux alentours. Rikitea est relié par deux cargos, le Taporo VIII' et le Nuku Hau, toutes les trois semaines au départ de Tahiti via les Tuamotu Est et par un vol une fois par semaine depuis l'aérodrome Totegegie. Quelques goélettes et voiliers s'arrêtent dans le port à l'occasion. Elle possède aussi une école de gravure sur nacre (CED) qui fait la renommée des Gambier. En 2002, Rikitea regroupait 511 des 872 habitants de l'île.

## Galerie

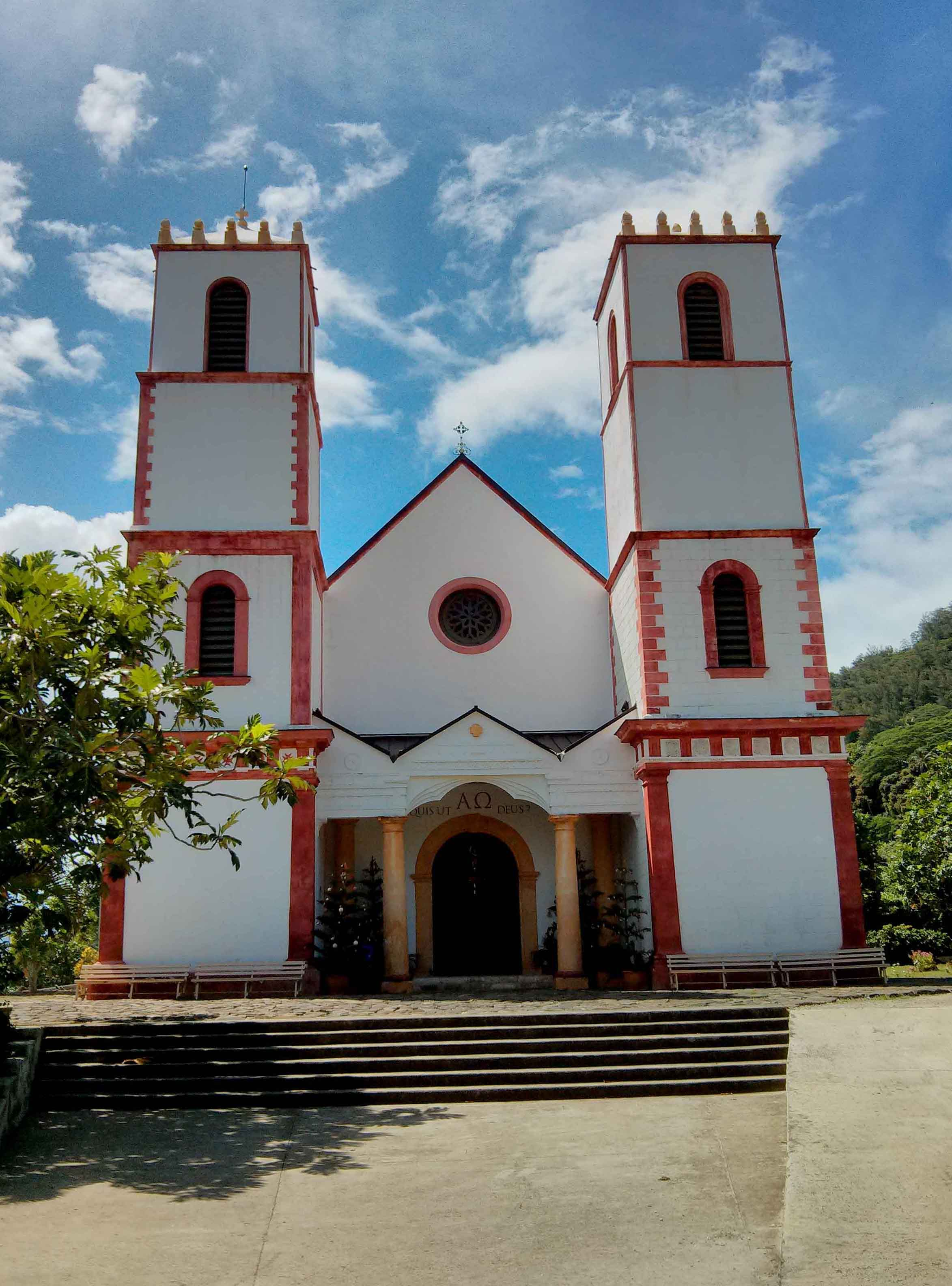
Cathédrale Saint-Michel de Rikitea (photo de 2014).
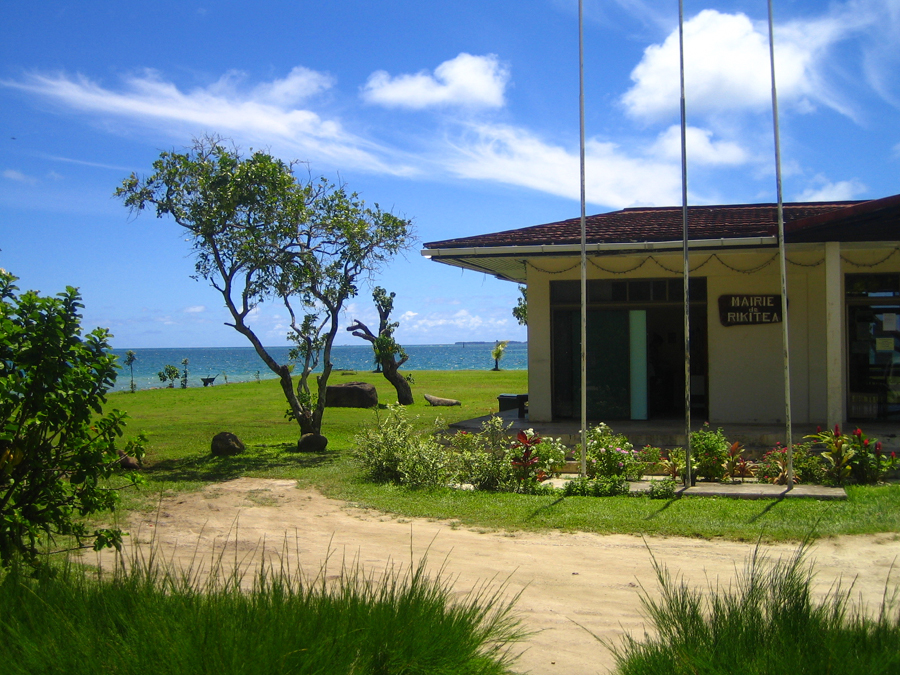
Mairie de Rikitea.
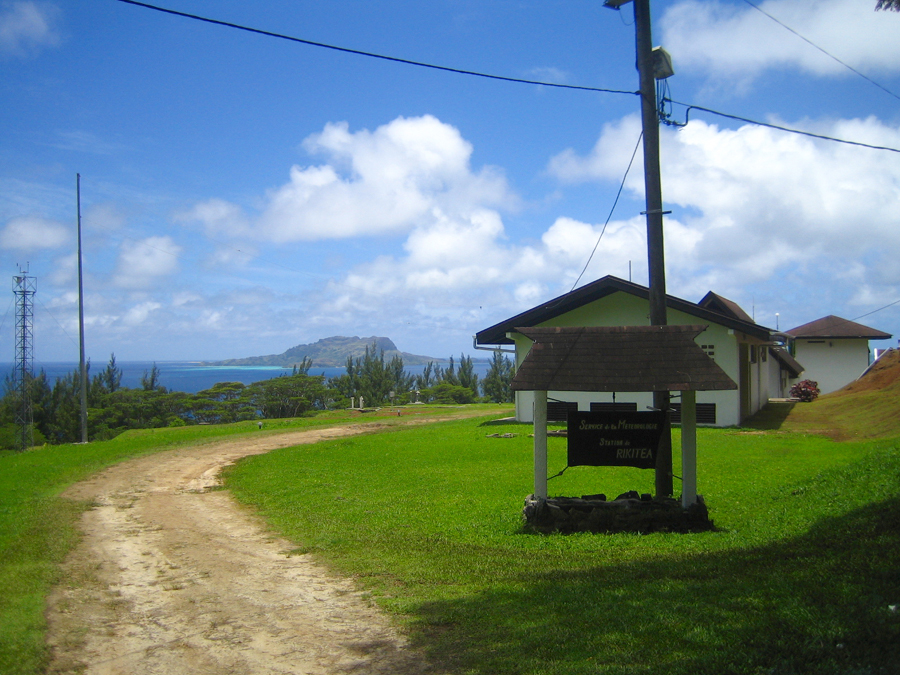
Station météorologique de Rikitea.
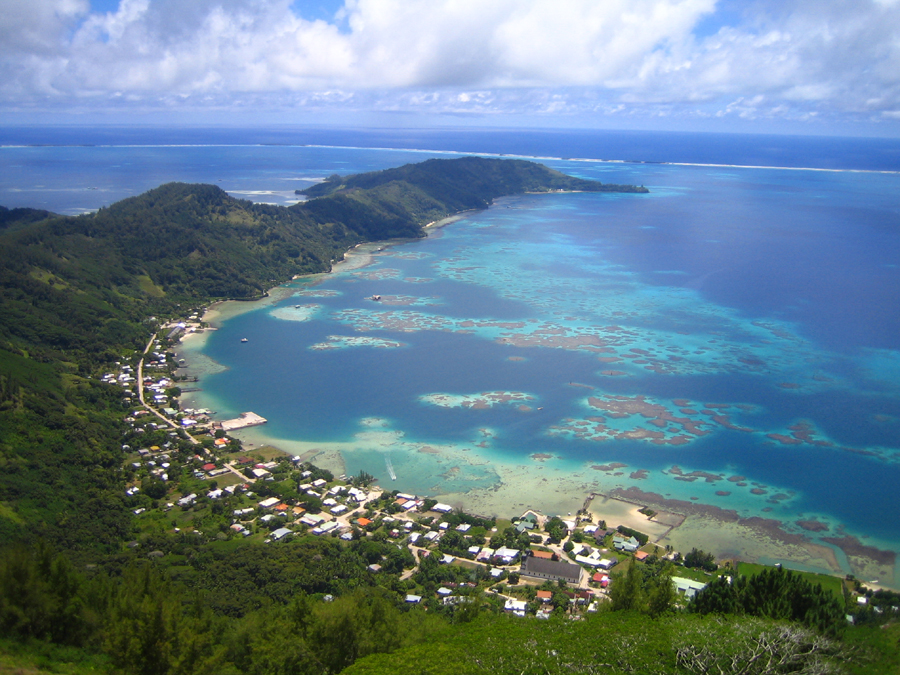
Vue de Rikitea depuis le Mont Duff en 2006.
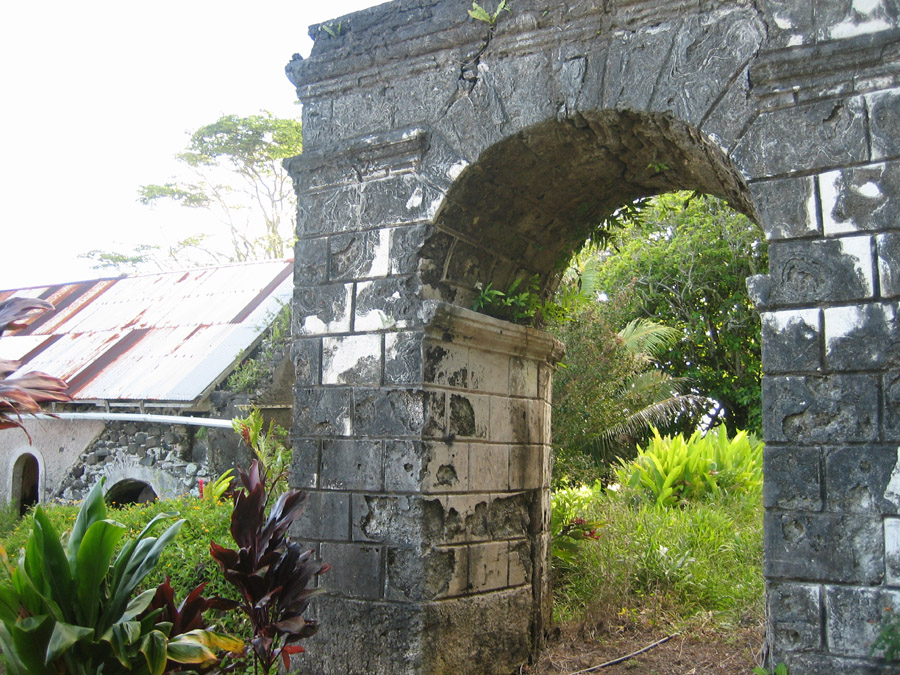
Ruines du couvent de Rouru, construit par les missionnaires en 1842.
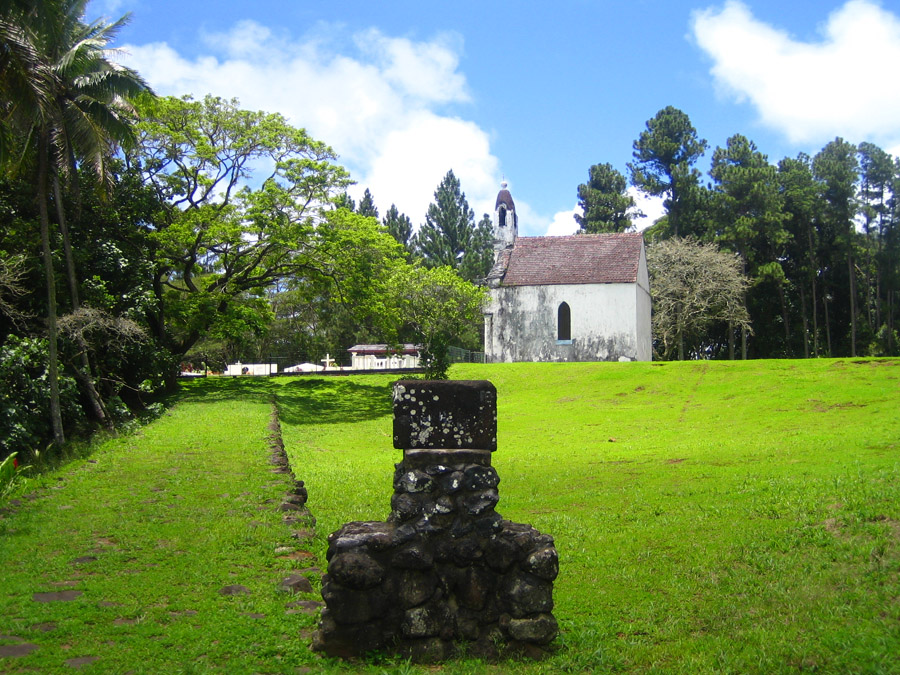
Tombeau du Roi, aussi appelé chapelle Saint-Pierre construit en 1847.

## Personnalités liées à la commune
- Gaston Flosse, né en 1931, homme politique, créateur du parti Tahoeraa huiraatira